# روينا الملك
روينا الملك (بالإنجليزية: Rowena King)‏ هي ممثلة بريطانية، ولدت في 6 ديسمبر 1970 بلندن في المملكة المتحدة.

## أعمال

### أفلام
- (2000) دليل على الحياة[4]
- (2007) قائمة الدلو[5]

### مسلسلات
- اكذب علي
- إيلياس

## وصلات خارجية
- روينا الملك على موقع IMDb (الإنجليزية)
- روينا الملك على موقع ألو سيني (الفرنسية)
- روينا الملك على موقع أول موفي (الإنجليزية)
- روينا الملك على موقع قاعدة بيانات الأفلام السويدية (السويدية)
- روينا الملك على موقع قاعدة بيانات الفيلم (الإنجليزية)
- روينا الملك على موقع كينوبويسك (الروسية)